# 부가사
부가사(그리스어: μπουγάτσα)는 그리스에서 주식 및 후식으로 소비되는 페이스트리의 일종이다. 얇은 필로 껍데기 사이에 세몰리나 커스터드, 치즈, 다진 고기 등을 소로서 채워넣어서 만든다.

## 같이 보기
- 바니차
- 크렘슈니테
- 포카차
- 크나페
- 포가차